# 国立病院機構兵庫中央病院
独立行政法人国立病院機構兵庫中央病院（どくりつぎょうせいほうじんこくりつびょういんきこうひょうごちゅうおうびょういん）は、兵庫県三田市にある医療機関。独立行政法人国立病院機構が運営する病院である。政策医療分野における神経・筋疾患、呼吸器疾患、重症心身障害の専門医療施設である。

## 沿革
- 国立兵庫療養所と国立療養所春霞園が統合し、国立療養所兵庫中央病院が開院。
- 2001年1月6日 - 厚生労働省へ移管。
- 2004年4月1日 - 独立行政法人国立病院機構兵庫中央病院に移行。

## 診療科
- 内科
- 神経内科
- 呼吸器内科
- 消化器内科
- 循環器内科
- 糖尿病内科
- 外科
- 消化器外科
- 整形外科
- 呼吸器外科
- リハビリテーション科
- 放射線科
- 歯科
- 麻酔科

## 医療機関指定
出典
| 日本プライマリ・ケア学会認定医研修施設 | 日本呼吸器外科学会指導医制度関連施設 |
| 日本胸部外科学会認定医制度関連施設     | 日本内科学会認定医制度教育関連施設   |
| 日本神経学会専門医制度教育施設         | 日本外科学会専門医制度修練施設       |
| 日本整形外科学会専門医研修施設         | 日本呼吸器学会関連施設               |
| 日本消化器病学会認定施設               | 日本消化器外科学会専門医関連施設     |
| 日本大腸肛門病学会認定施設             | 日本静脈経腸栄養学会認定NST稼働施設  |
| NST専門療法士教育認定施設              | 日本糖尿病学会認定教育施設           |
| 日本消化器内視鏡学会指導施設           | 日本認知症学会教育施設               |

## 交通アクセス
- JR宝塚線、神戸電鉄三田駅から神姫バスで約10分、中央病院前バス停で下車。